# Zamichiw
Zamichiw (ukr. Заміхів) – wieś na Ukrainie, w obwodzie chmielnickim, w rejonie nowouszyckim, nad Howirką. W 2001 roku liczyła 757 mieszkańców.